# Camponotus furvus
Camponotus furvus är en myrart som beskrevs av Santschi 1911. Camponotus furvus ingår i släktet hästmyror, och familjen myror. Inga underarter finns listade.